# Arco de Fábio
O Arco de Fábio (em latim: Fornix Fabiorum ou Fornix Fabianus) foi o primeiro arco do triunfo construído na área do Fórum Romano e um dos mais antigos de Roma.

## Localização
Dos vestígios deste arco foram identificados logo ao norte do Templo de César e seu vão atravessava a Via Sacra na extremidade oriental do Fórum, perto da Régia.

## História
Desde períodos muito antigos, uma porta, provavelmente nada mais que uma cancela entre dois muros, marcava a entrada da Via Sacra no Fórum. Durante as celebrações das vitórias militares, os soldados passavam por esta porta como um ato de purificação com o objetivo de deixarem para trás a violência que traziam de volta da guerra. Esta porta foi substituída por um pequeno arco (em latim: fornix) construído pelo cônsul Quinto Fábio Máximo Alobrógico em 121 a.C. para celebrar sua vitória sobre os alóbroges, um povo gaulês. Foi um dos primeiros monumentos do tipo construídos em Roma e o primeiro no Fórum. Os arcos triunfais, uma evolução arquitetural destes primeiros fornices (pequenos arcos) foram construídos depois, principalmente na época imperial. O monumento foi restaurado pelo neto de Alobrógico, Quinto Fábio Máximo, que foi edil curul entre 57 e 56 a.C..
Ele foi citado muitas vezes na obra de Cícero, o que nos permitiu inferir sua localização:
| “ | Assim, Crasso, dissestes de Mêmio: ele se sentia tão grande que, chegando ao Fórum, se curvou ao passar sob o Arco de Fábio. | ” |
|   | — Cícero, De Oratore II 66.                                                                                                  |   |

| “ | De fato, quando Hortênsio, cônsul-eleito, estava chegando do Campo de Marte acompanhado de uma grande multidão que o conduzia, C. Curião atravessou a multidão. [...] Ele vei, perto do Arco de Fábio, Verres entre a multidão; ele se dirigiu a ela e o congratulou em voz alta | ” |
|   | — Cícero, In Verrem actio prima I, 7-19. |   |

## Descrição
A arquitetura é incerta e impossível de deduzir pelos fragmentos encontrados no local a partir de 1540, mas hoje desaparecidos e que podem ter sido incorretamente atribuídos ao arco. Uma hipótese o descreve como um arco simples com 3,945 metros de largura composto de blocos de tufo e peperino revestido de placas de travertino, decorado com estátuas e ornamentos em bronze dourado. Os fragmentos de uma inscrição encontrados no local são atribuídos a ele: [Q. FABIUS L. F. MAXS]UMUS [AID. CUR. RESTIT]UIT...ORI. O arco estava decorado com estátuas de membros ilustres da gente Fábia e podem ser adições da época da restauração do arco por volta de 57 a.C..